# Список заслуженных мастеров спорта Украины по футболу
Звание «Заслуженный мастер спорта Украины» (ЗМСУ) было учреждено в 1993 году. Хотя украинские футболисты и не добивались результатов, за которые звание могло бы быть присвоено по формальным основаниям, в положении существовал пункт «по совокупности результатов». В действующей с 2006 года Единой спортивной классификации Украины такой пункт отсутствует.

## Список

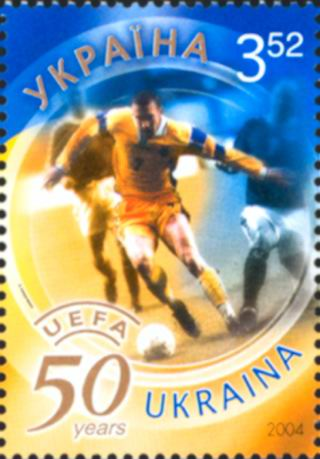
Андрей Шевченко
на почтовой марке (2004)

### 2003
Звание присвоено «за высокие спортивные достижения» и в связи с победой «Милана» в Лиге чемпионов УЕФА:
- Шевченко, Андрей Николаевич (1976)

### 2005
Звание ЗМС присвоено 17 игрокам национальной сборной «за высокие спортивные достижения» и в связи с выходом в финальную часть чемпионата мира (Андрей Шевченко звание уже имел):
- Белик, Алексей Григорьевич (1981; «Шахтёр», Донецк)
- Ващук, Владислав Викторович (1975; «Динамо», Киев)
- Воробей, Андрей Алексеевич (1978; «Шахтёр», Донецк)
- Воронин, Андрей Викторович (1979; «Байер», Леверкузен, Германия)
- Гусев, Олег Анатольевич (1983; «Динамо», Киев)
- Гусин, Андрей Леонидович (1972—2014; «Динамо», Киев)
- Дмитрулин, Юрий Михайлович (1975; «Таврия», Симферополь)
- Езерский, Владимир Иванович (1976; «Днепр», Днепропетровск)
- Несмачный, Андрей Николаевич (1979; «Динамо», Киев)
- Ребров, Сергей Станиславович (1974; «Динамо», Киев)
- Рева, Виталий Григорьевич (1974; «Таврия», Симферополь)
- Ротань, Руслан Петрович (1981; «Динамо», Киев)
- Русол, Андрей Анатольевич (1983; «Днепр», Днепропетровск)
- Тимощук, Анатолий Александрович (1979; «Шахтёр», Донецк; лишён звания 7 января 2023 года[5])
- Фёдоров, Сергей Владиславович (1975; «Динамо», Киев)
- Шелаев, Олег Николаевич (1976; «Днепр», Днепропетровск)
- Шовковский, Александр Владимирович (1975; «Динамо», Киев)

Ещё 15 игроков получили звание МСМК.
За выход в четвертьфинал ЧМ 2006 все 23 заявленных игрока и заменённый из-за травмы Сергей Фёдоров были награждены орденом «За мужество» III степени; ещё 18 игроков сборной (в том числе ЗМС Юрий Дмитрулин и Виталий Рева) — медалью «За труд и доблесть». Звания ЗМС за это достижение не присваивались.
Тимощук в 2008 году за выигрыш Кубка УЕФА в составе санкт-петербургского «Зенита» был удостоен званий «Заслуженный работник физической культуры и спорта Украины» и «Заслуженный мастер спорта России», став первым ЗМС России и ЗМСУ. Однако Указом Президента Украины от 7 января 2023 года он был включён в санкционный список, что предусматривает «лишение государственных наград Украины, других форм награждения» (укр. позбавлення державних нагород України, інших форм відзначення)

### 2009
Звание присвоено 17 игрокам (в том числе 10 иностранным легионерам) донецкого «Шахтёра» за победу Кубка УЕФА. При этом, согласно Единой спортивной классификации Украины, за победу в клубных соревнованиях не предусмотрено присвоение звания; кроме того, звание присваивается гражданам Украины. ЗМСУ стали:
- Виллиан (Боргес Виллиан да Сильва; 1988 — Бразилия)
- Гай, Алексей Анатольевич (1982)
- Гладкий, Александр Николаевич (1987)
- Дуляй, Игор (1979 — Сербия)
- Жадсон (Родригес да Сильва Жадсон; 1983 — Бразилия)
- Илсиньо (Ильсон Перейра Диас Джуниор; 1985 — Бразилия)
- Ищенко, Николай Анатольевич (1983)
- Кучер, Александр Николаевич (1982)
- Левандовский, Мариуш (1979 — Польша)
- Луис Адриано (Луис Андриано Соуза да Сильва; 1987 — Бразилия)
- Пятов, Андрей Валерьевич (1984)
- Рац, Рэзван (1981 — Румыния)
- Селезнёв, Евгений Александрович (1985)
- Срна, Дарио (1982 — Хорватия)
- Фернандиньо (Фернандо Луис Роза; 1985 — Бразилия)
- Хюбшман, Томаш (1981 — Чехия)
- Чигринский, Дмитрий Анатольевич (1986)

Кроме того, были награждены орденом «За мужество» — 19 игроков (II степени — Андрей Пятов и Дмитрий Чигринский, в 2006 году уже награждённые орденом III степени; III степени — остальные получившие звание ЗМС, а также Рустам Худжманов и Вячеслав Шевчук); медалью «За труд и доблесть» — 9 игроков (в том числе ЗМС Владимир Езерский).